# BMW i
Pour les articles homonymes, voir BMW et i.
BMW i est un constructeur automobile  de voiture électrique et automobile hybride électrique allemand fondé en 2011, filiale du Groupe BMW.  

## Histoire

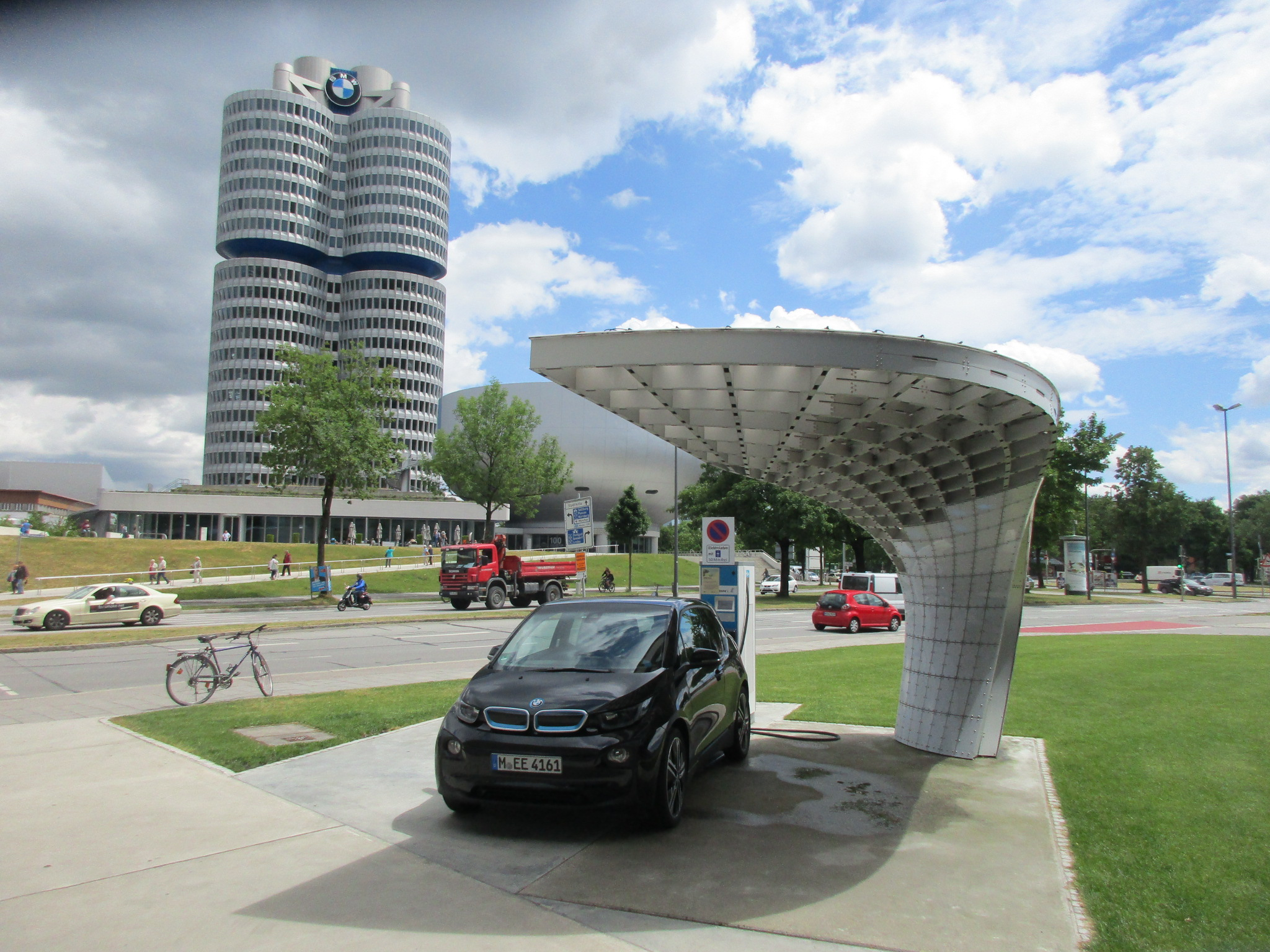
Chargement d'une BMW i3 par borne à panneau solaire, devant les showroom BMW Welt-Tour BMW-Musée BMW de Munich

BMW inaugure son programme Efficient Dynamics de réduction de consommation de carburant et d'émission de CO2 au début des années 2000, et sa gamme  de voiture électrique et automobile hybride électrique « BMW i » en 2008, avec son concept-car BMW Vision Efficient Dynamics au design futuriste de science-fiction, vitrine technologique d'avant garde de la marque. Les BMW i sont produites par l'usine BMW de Leipzig. 

### Quelques dates
- 2009 : premier concept-car BMW Vision Efficient Dynamics
- 2013 : BMW i3 (première voiture électrique de la marque, ou hybride rechargeable)
- 2014 : BMW i8 (premier véhicule hybride rechargeable de série de la marque, avec moteur 3 cylindres essence 1,5 L turbo de 231 ch + moteur électrique de 131 ch, au prix de 145 950 €)
- 2018 : BMW iFE.18[2] (BMW i Andretti Motorsport, partenariat avec Andretti Autosport à partir du Championnat de Formule E FIA 2017-2018 de Formule E)
- 2019 : BMW i5
- 2020 : BMW iX3 (SUV basé sur le très populaire BMW X3)[3].
- 2021 : BMW i4 (préfigurée par la BMW concept i Vision Dynamics de 2017)[3]
- 2021 : BMW iNEXT[3]

### Quelques concept-cars

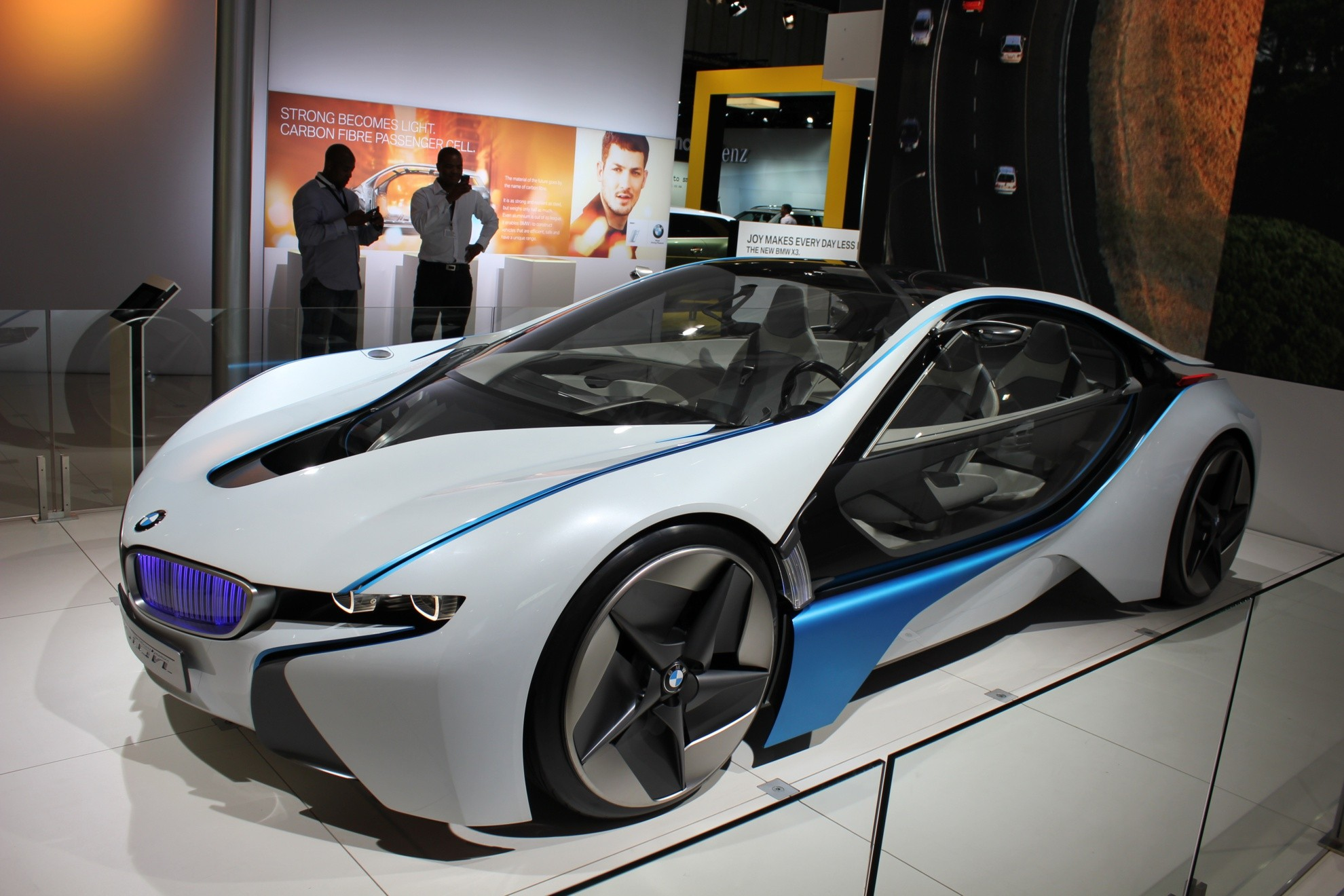
Concept-car BMW Vision Efficient Dynamics (2009)
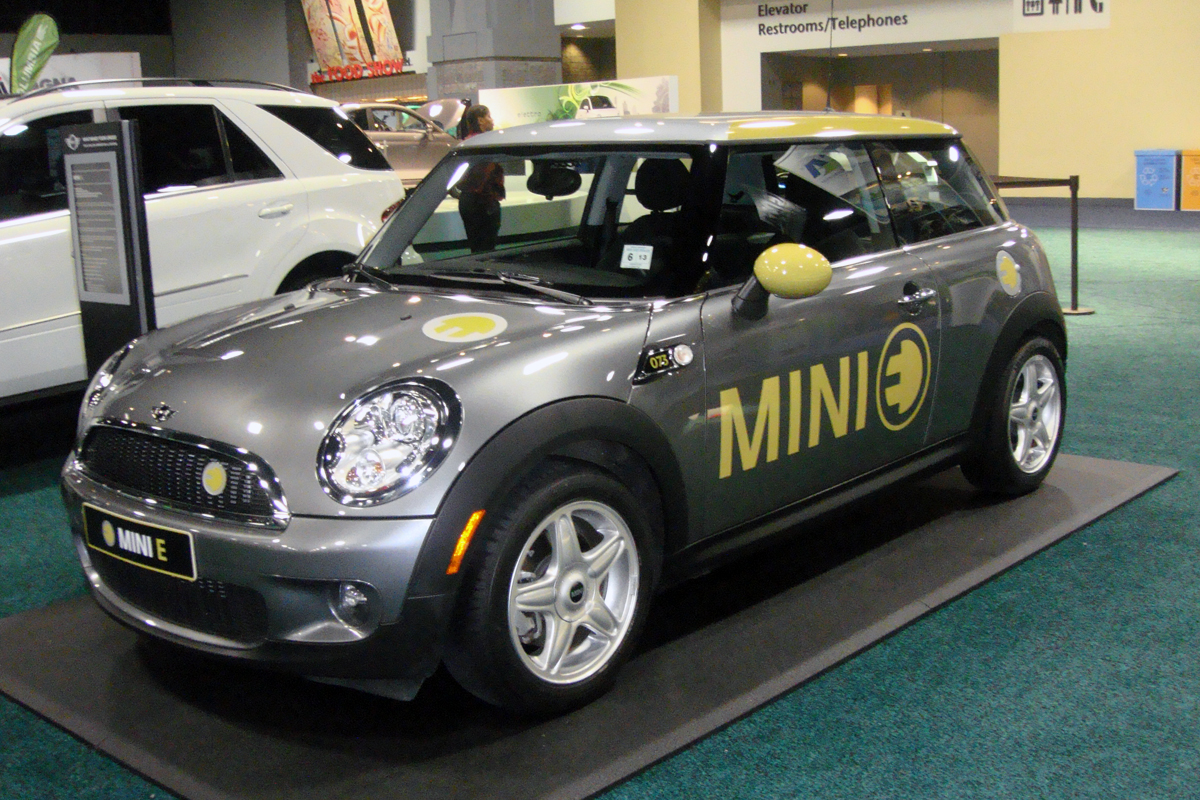
Mini E (2010)
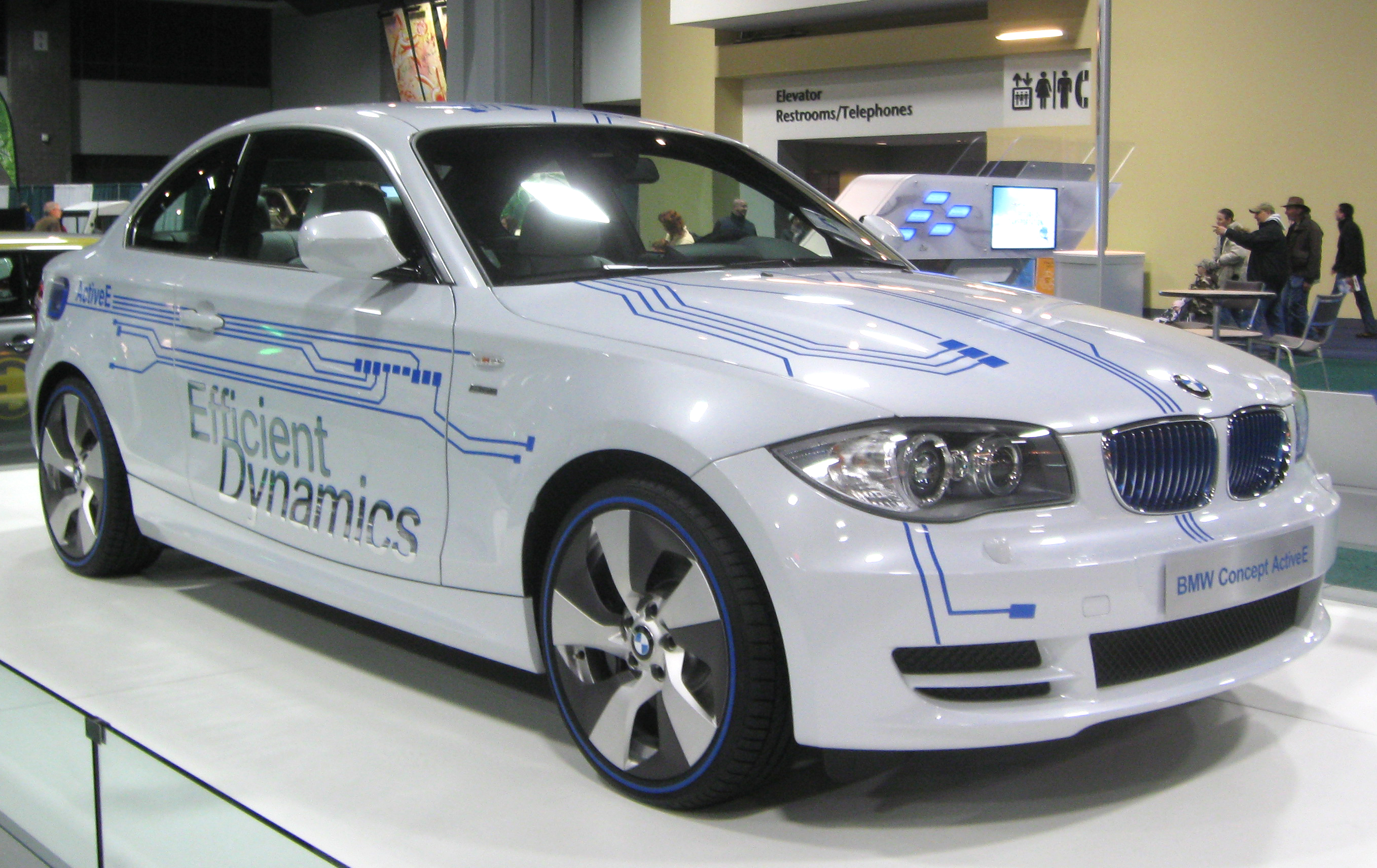
Concept-car BMW Concept ActiveE (2012)
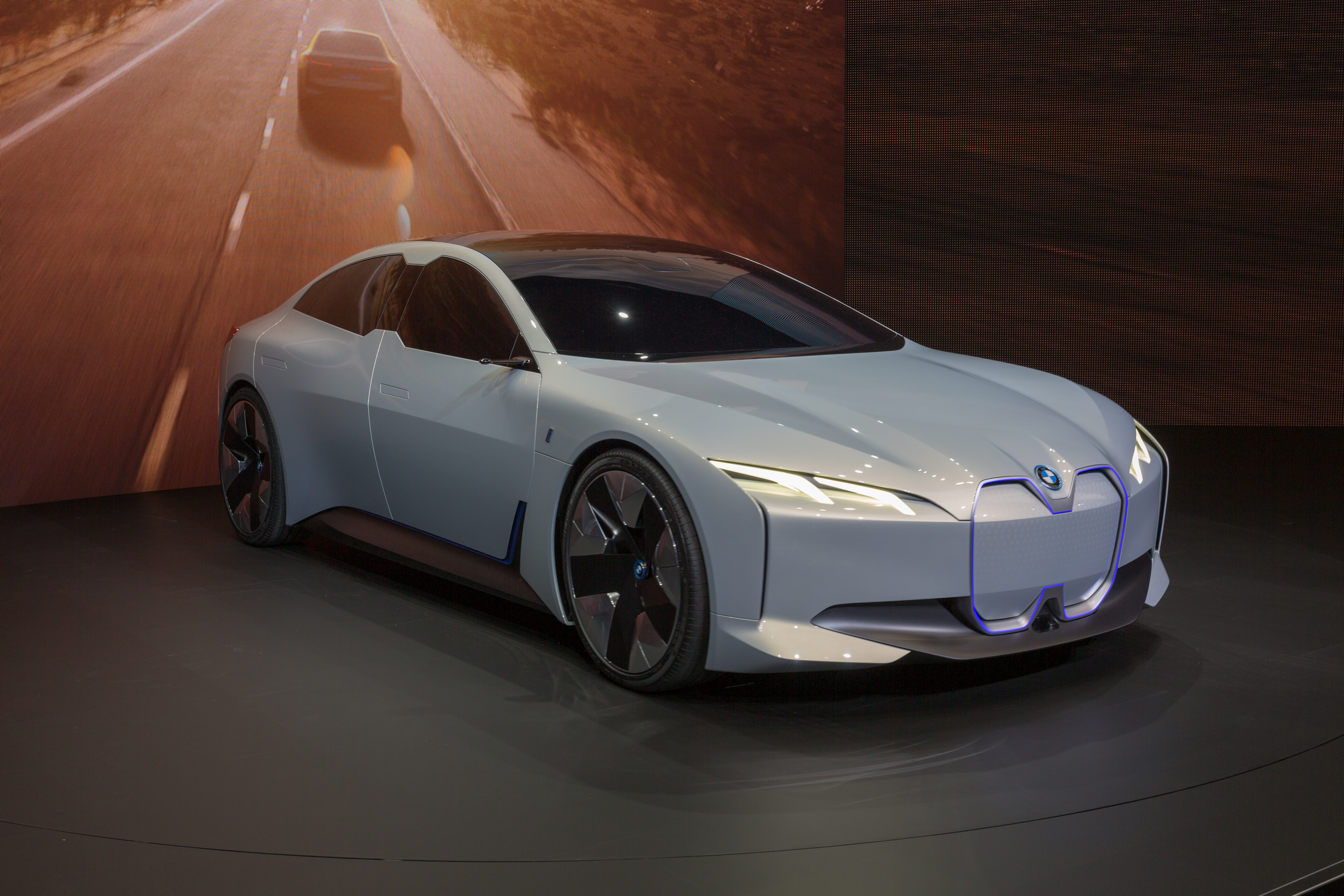
BMW concept i Vision Dynamics (2017) (future BMW i4 de 2021)
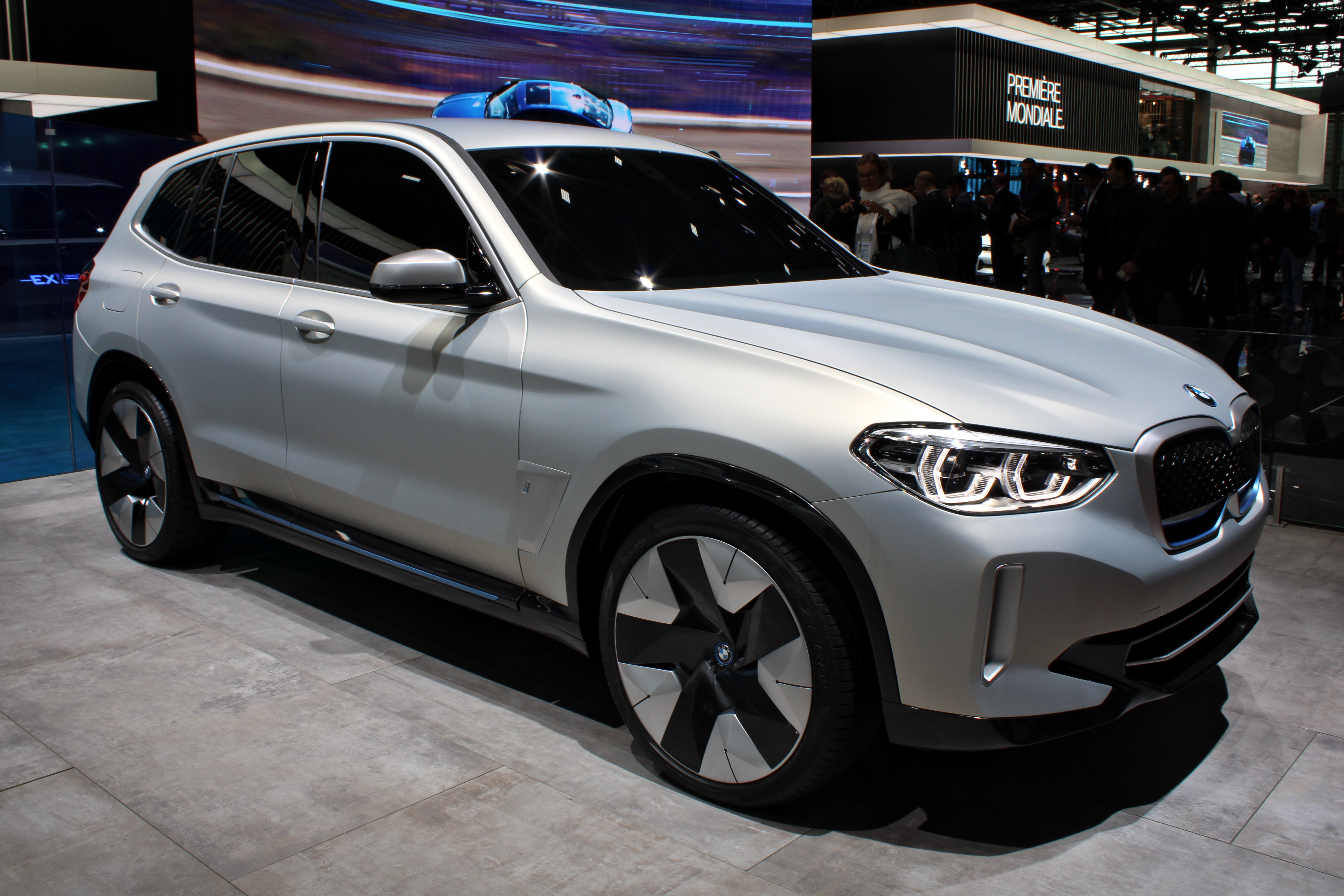
Concept-car BMW iX3 (2018)

### Production

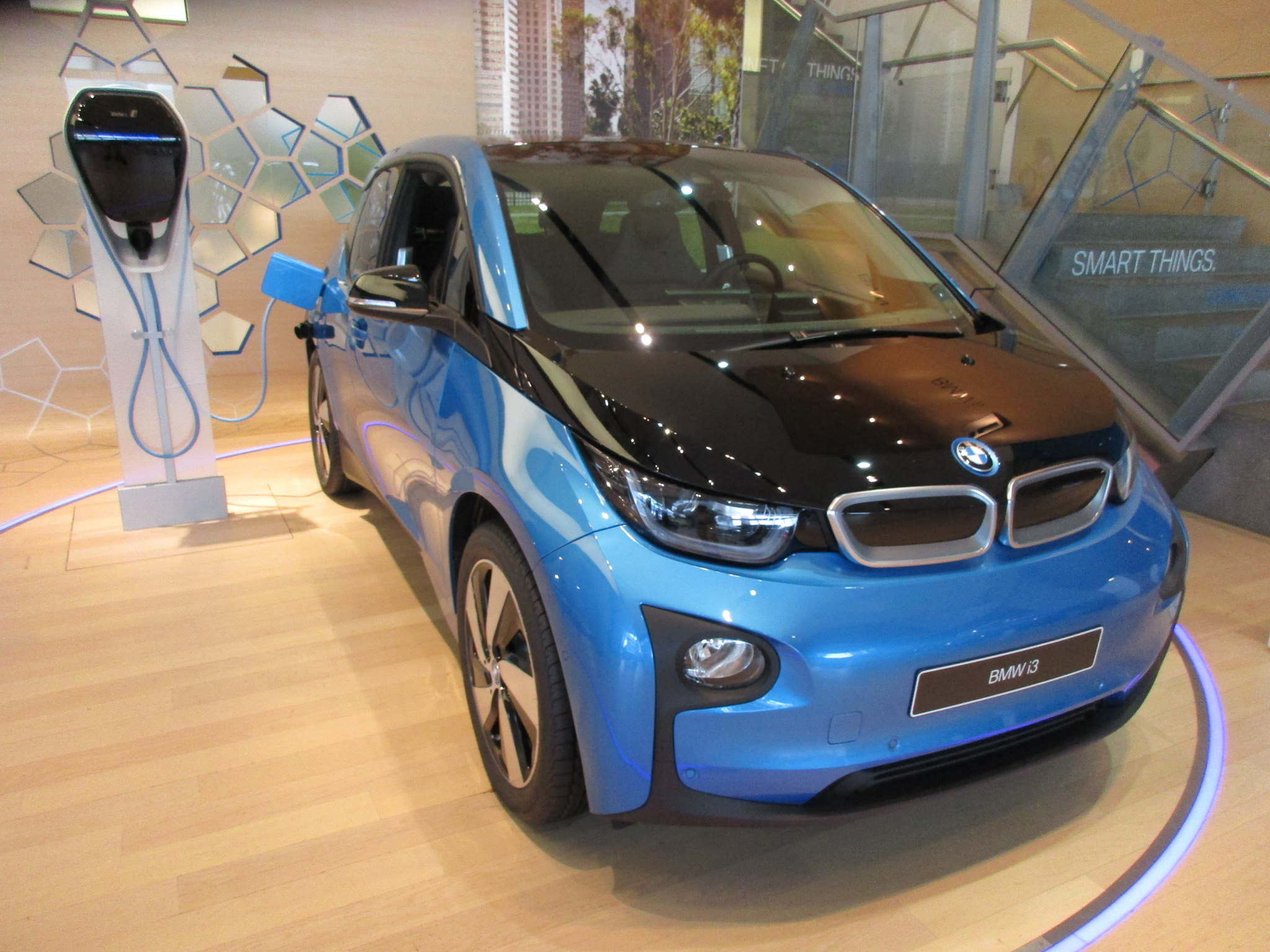
BMW i3 (depuis 2013)
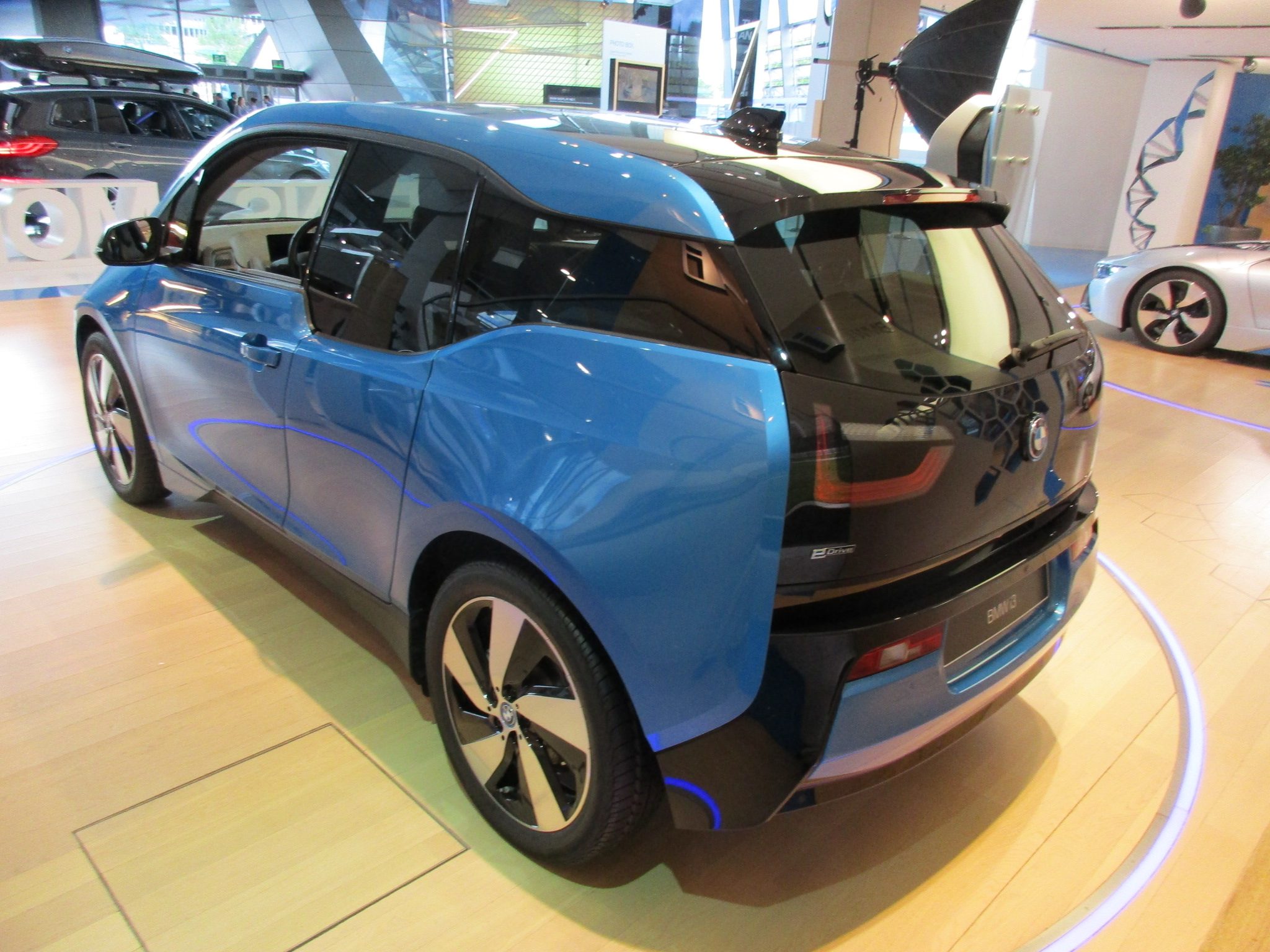
BMW i3 (depuis 2013)
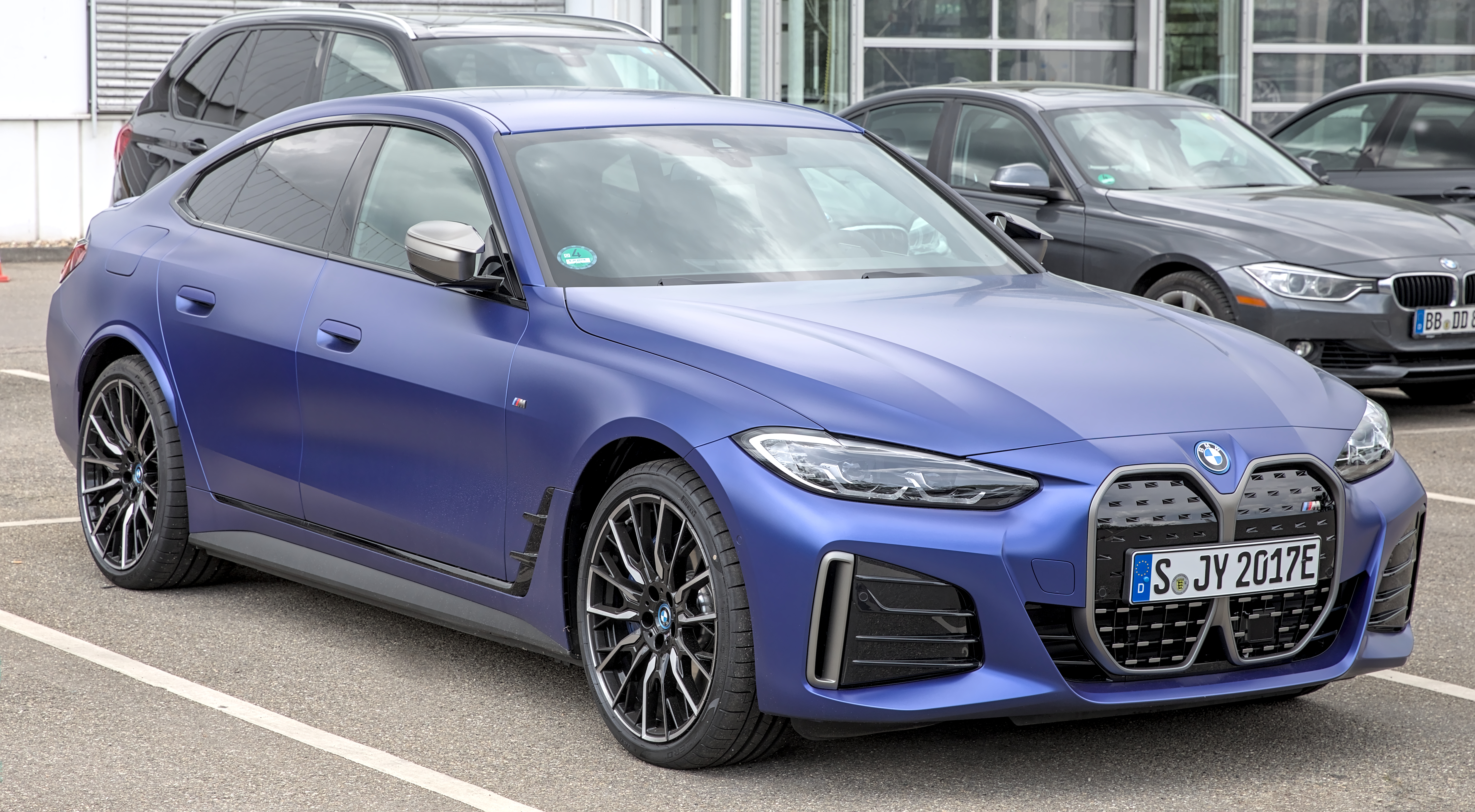
BMW i4 (depuis 2021)
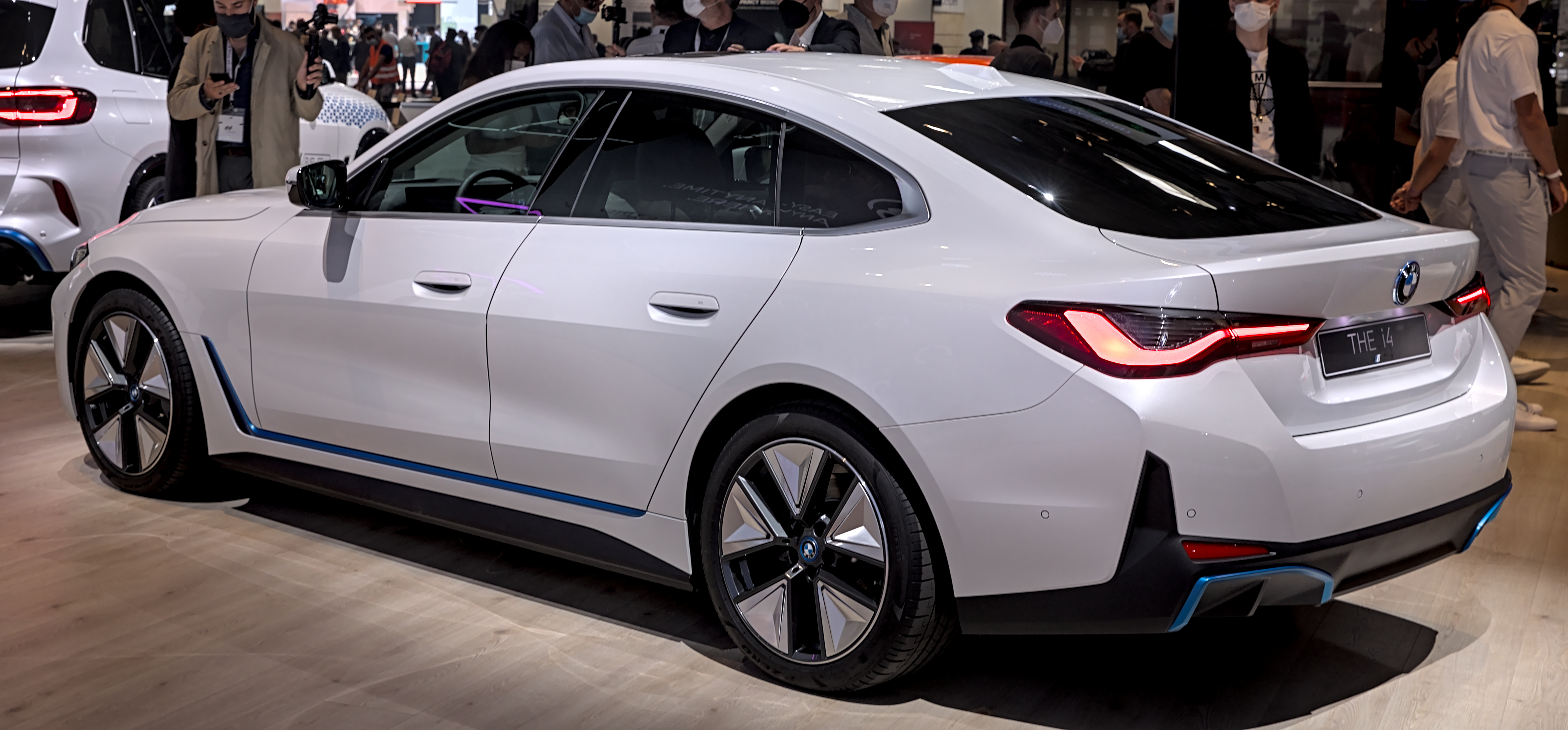
BMW i4 (depuis 2021)
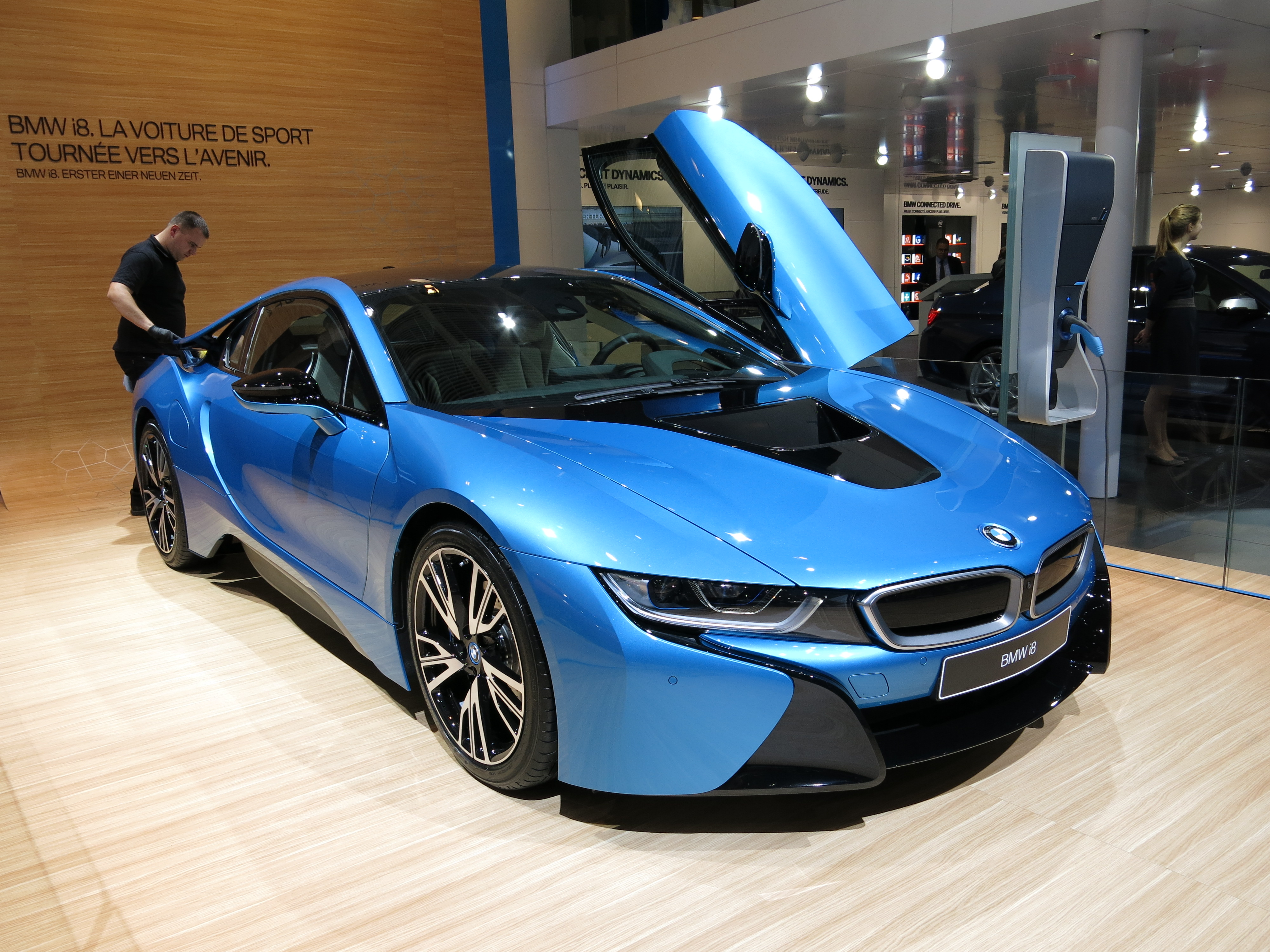
BMW i8 (2014-2020)
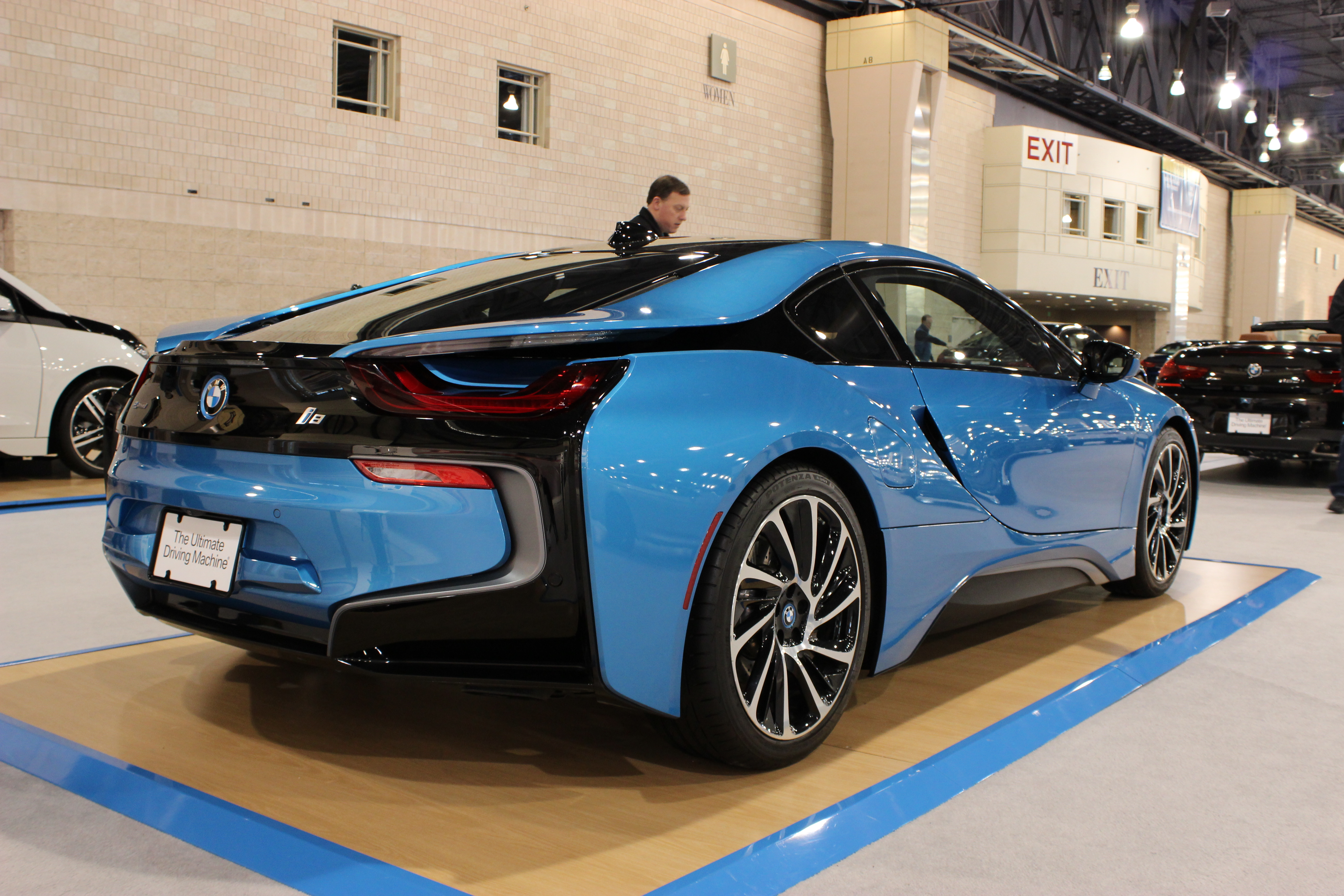
BMW i8 (2014-2020)
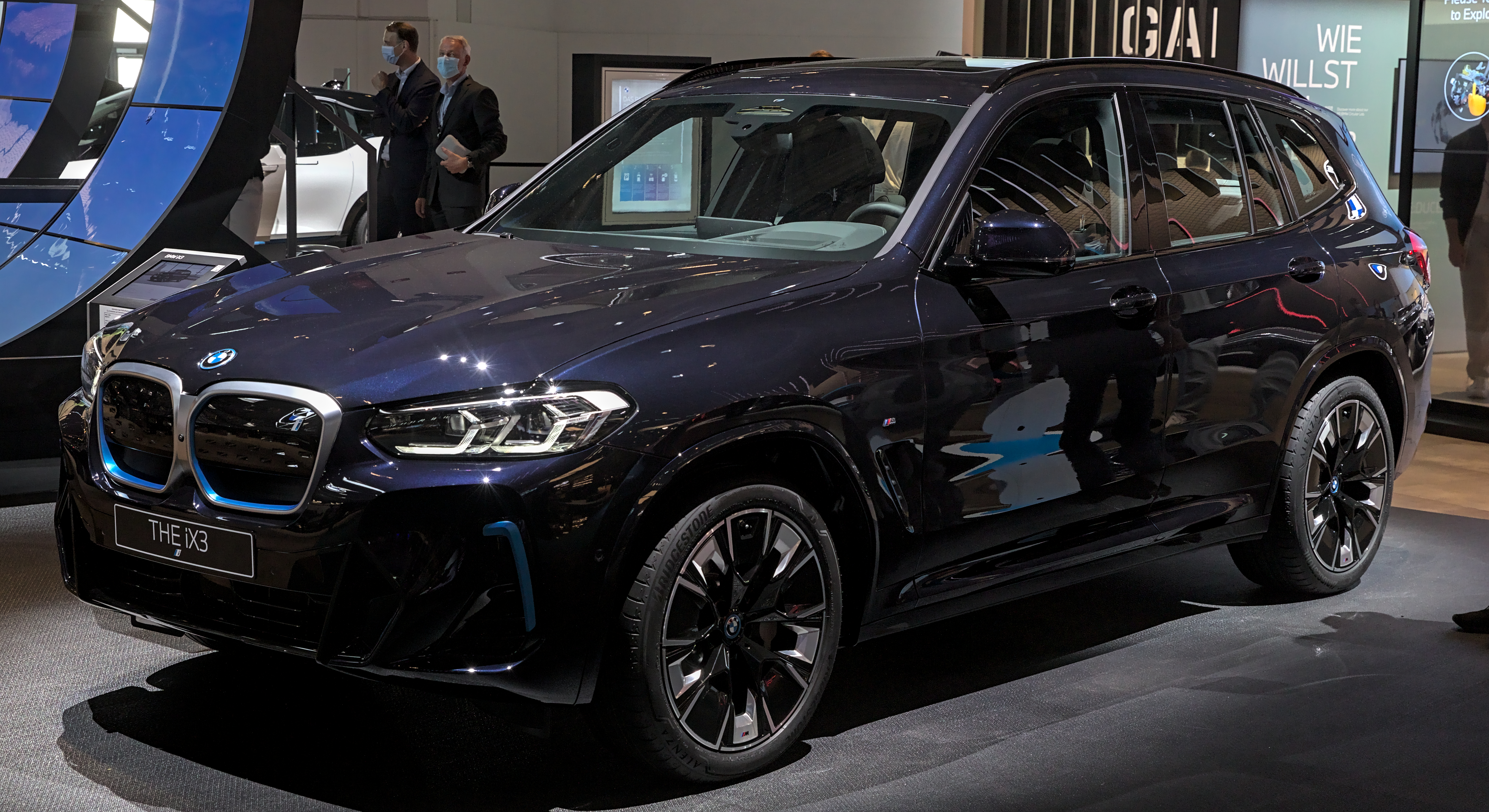
BMW iX3 (depuis 2020)
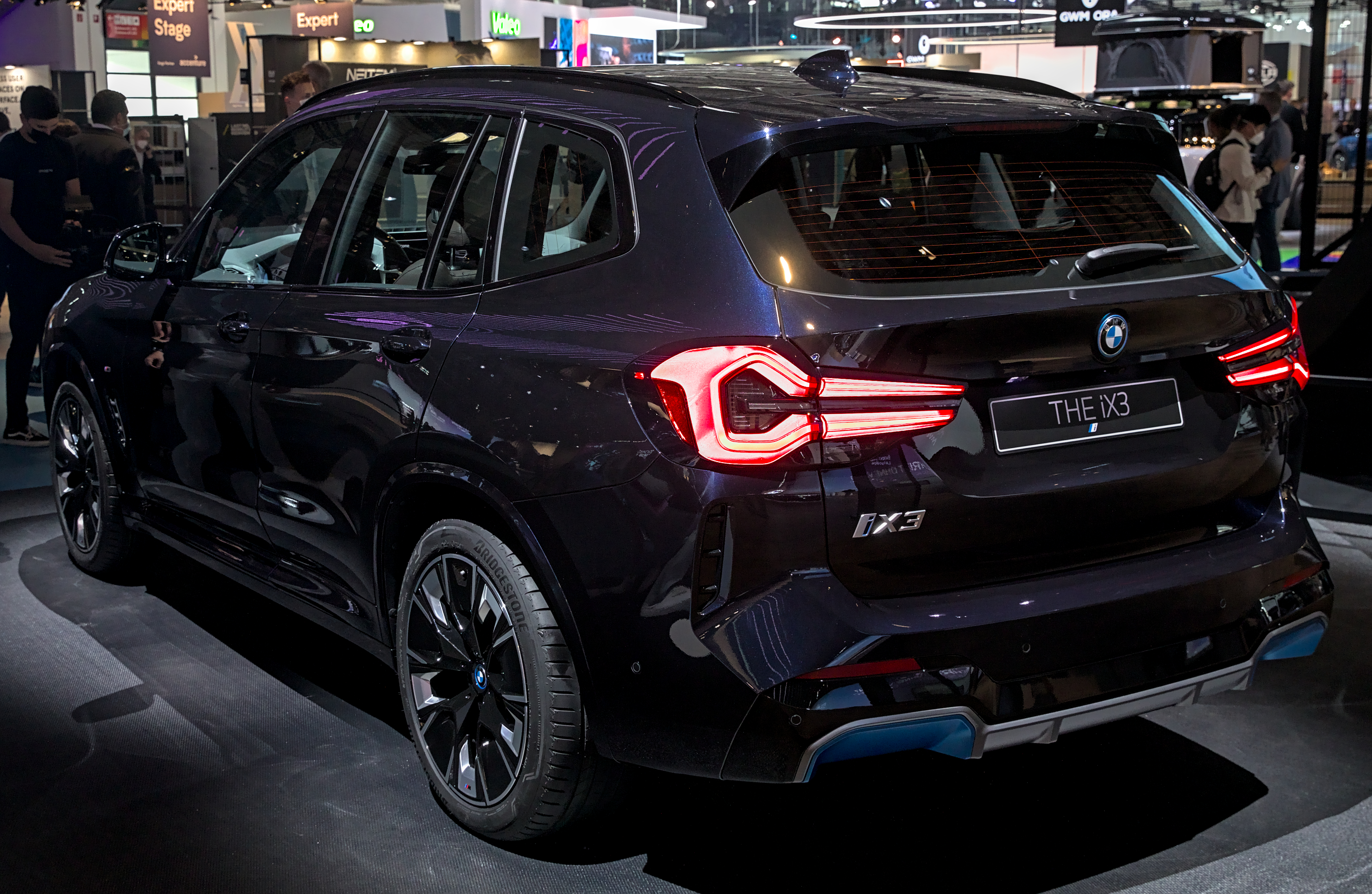
BMW iX3 (depuis 2020)
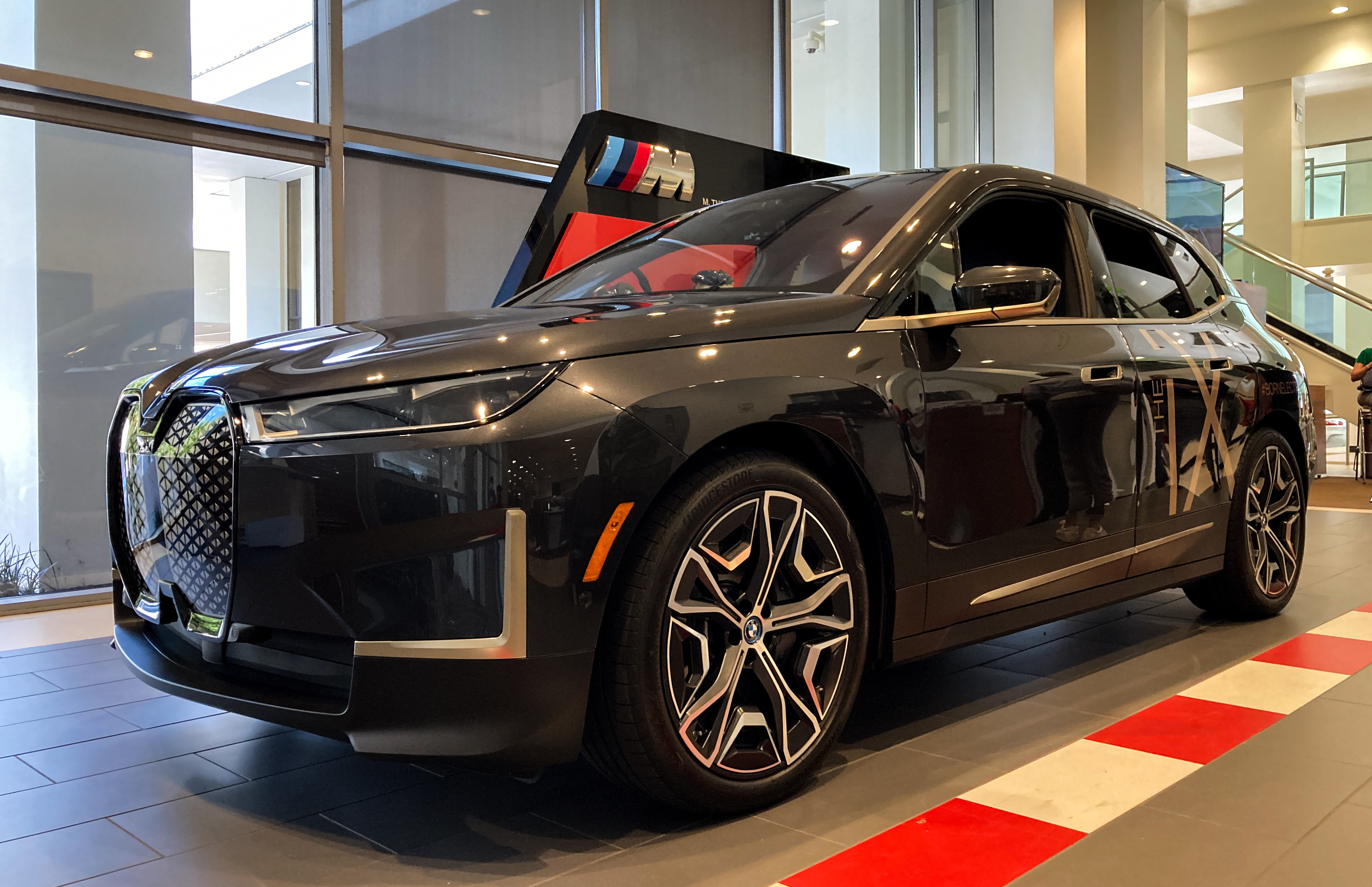
BMW iX (depuis 2021)
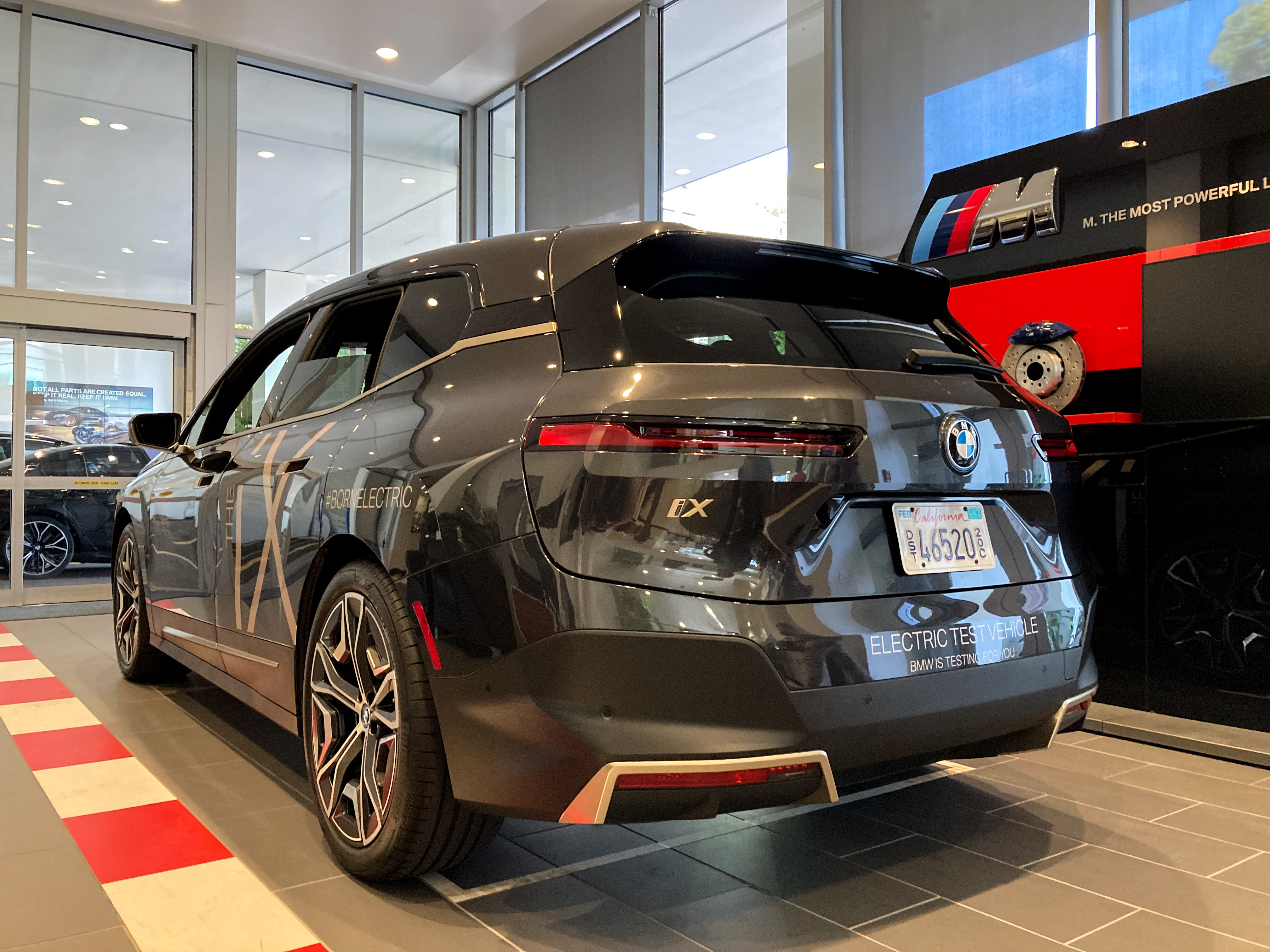
BMW iX (depuis 2021)
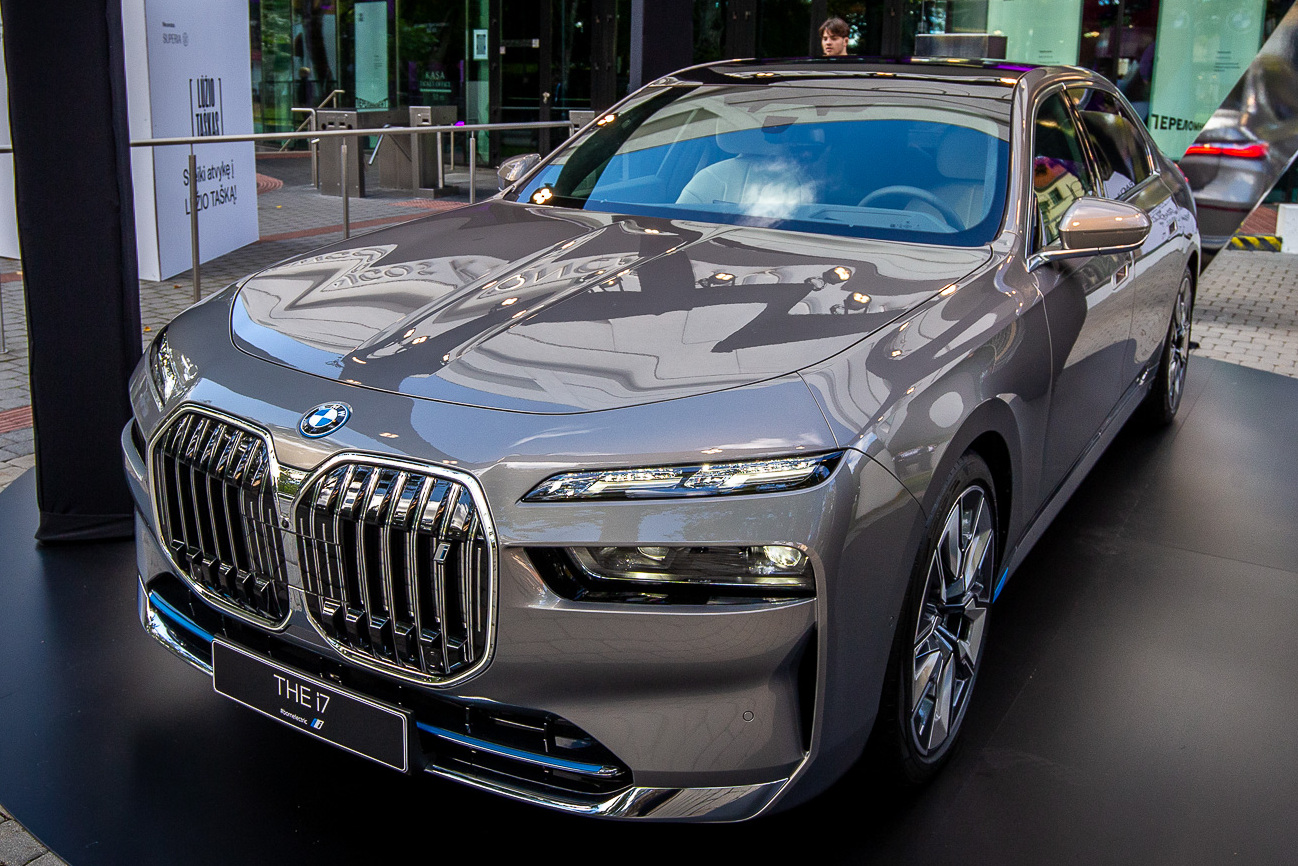
BMW i7 (depuis 2023)
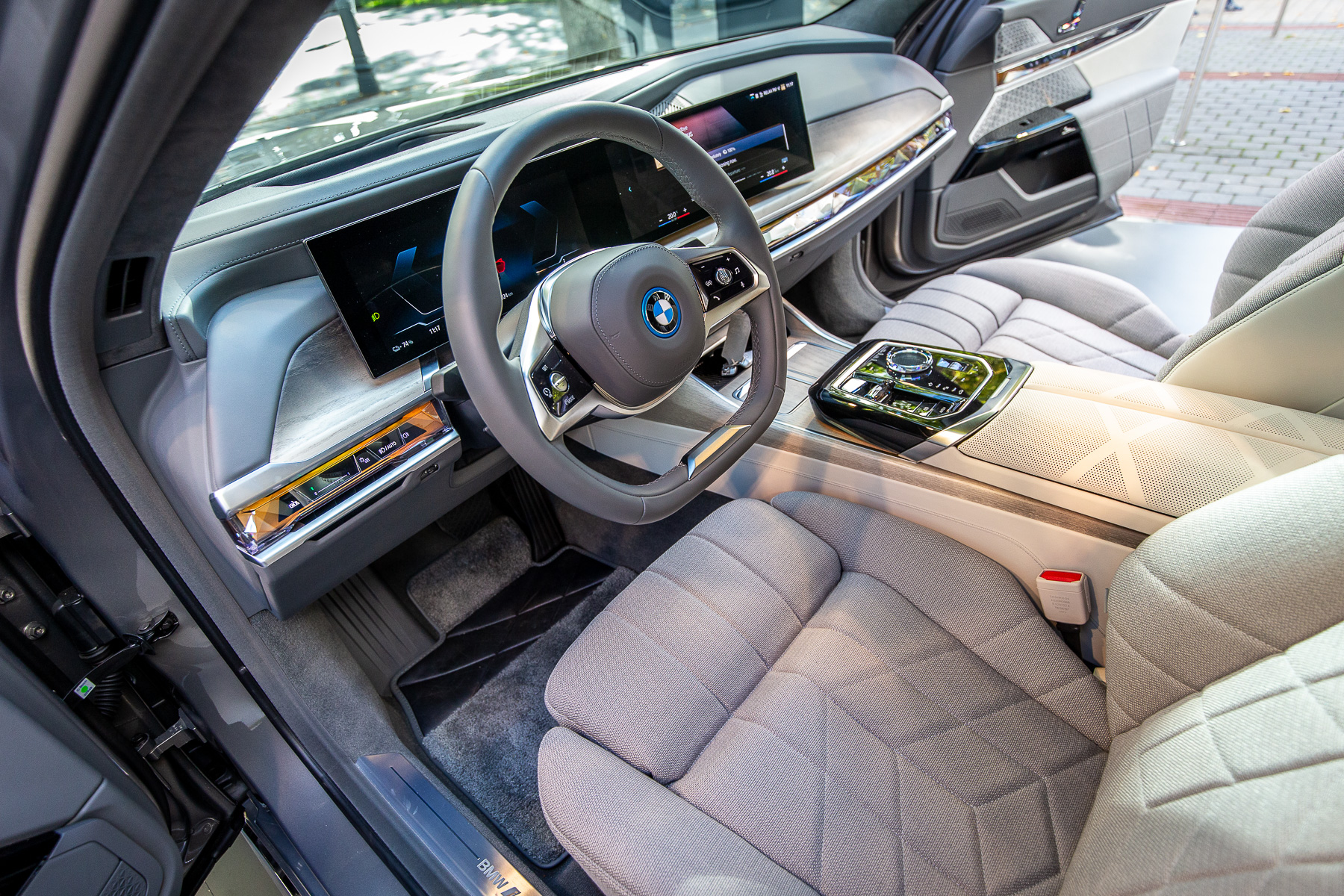
BMW i7 (depuis 2023)